# Конев, Георгий Николаевич
Георгий Николаевич Конев (1912—1942) — Гвардии подполковник Рабоче-крестьянской Красной Армии, участник Великой Отечественной войны, Герой Советского Союза (1943).

## Биография
Георгий Конев родился 25 мая 1912 года в селе Кардаиловка.
После окончания средней школы работал сначала секретарём сельского совета, затем посыльным фельдъегерской связи районного отдела ОГПУ. В 1931 году Конев был призван на службу в Рабоче-крестьянскую Красную Армию. В 1936 году он окончил Одесскую военную авиационную школу пилотов. Участвовал в боях японо-китайской войны. С июня 1941 года — на фронтах Великой Отечественной войны. Член ВКП(б)/КПСС с 1940 года.
К декабрю 1942 года гвардии подполковник Георгий Конев командовал 21-м гвардейским истребительным авиаполком 240-й истребительной авиадивизии 6-й воздушной армии Северо-Западного фронта. 30 декабря 1942 года в районе села Ольховец Гатчинского района Ленинградской области он принял бой с превосходящими силами противника, сбив два вражеских самолёта, но и сам при этом погиб. За время своего участия в боях Конев совершил 312 боевых вылетов, принял участие в 98 воздушных боях, сбив 14 вражеских самолётов лично и ещё 18 — в составе группы.
Похоронен в деревне Кузьминское Парфинского района Новгородской области.

## Награды
- Указом Президиума Верховного Совета СССР от 1 мая 1943 года за «образцовое выполнение заданий командования и проявленные мужество и героизм в боях с немецкими захватчиками» гвардии подполковник Георгий Конев посмертно был удостоен высокого звания Героя Советского Союза.
- Также был награждён орденом Ленина и четырьмя орденами Красного Знамени[2].

## Память
- В честь Конева был назван истребитель «Ла-5ФН», построенный на средства его дяди. На этом истребителе летали и одержали ряд воздушных побед Герои Советского Союза Иван Кожедуб, Кирилл Евстигнеев и Павел Брызгалов[2].